# Sistemul Cronquist
Sistemul Cronquist este un sistem de clasificare a angiospermelor. 
A fost publicat de Arthur Cronquist în :
- The Evolution and Classification of Flowering Plants (1968, 1988),
- An Integrated System of Classification of Flowering Plants (1981).

Sistemul este încă utilizat pe scară largă, atât în forma sa originală cât și în versiuni adaptate, dar sunt mulți botaniști care au adoptat Sistemul APG III.

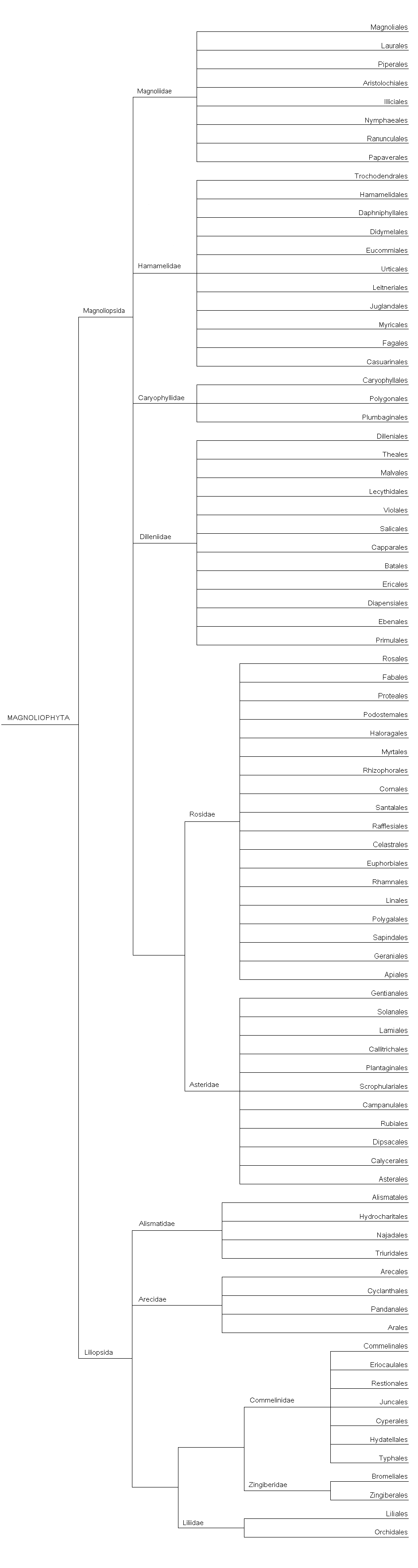
Schema sistemului Cronquist

Conform lucrării din 1981, sistemul este următorul : 
- Magnoliophyta (= Angiosperme)
clasa Magnoliopsida (= Dicotiledonate)
subclasa I. Magnoliidae
ordinul 1. Magnoliales
familia 1. Winteraceae
familia 2. Degeneriaceae
familia 3. Himantandraceae
familia 4. Eupomatiaceae
familia 5. Austrobaileyaceae
familia 6. Magnoliaceae
familia 7. Lactoridaceae
familia 8. Annonaceae
familia 9. Myristicaceae
familia 10. Canellaceae
ordinul 2. Laurales
familia 1. Amborellaceae
familia 2. Trimeniaceae
familia 3. Monimiaceae
familia 4. Gomortegaceae
familia 5. Calycanthaceae
familia 6. Lauraceae
familia 7. Hernandiaceae
ordinul 3. Piperales
familia 1. Chloranthaceae
familia 2. Saururaceae
familia 3. Piperaceae
ordinul 4. Aristolochiales
familia 1. Aristolochiaceae
ordinul 5. Illiciales
familia 1. Illiciaceae
familia 2. Schisandraceae
ordinul 6. Nymphaeales
familia 1. Nelumbonaceae
familia 2. Nymphaeaceae
familia 3. Barclayaceae
familia 4. Cabombaceae
familia 5. Ceratophyllaceae
ordinul 7. Ranunculales
familia 1. Ranunculaceae
familia 2. Circaeasteraceae
familia 3. Berberidaceae
familia 4. Sargentodoxaceae
familia 5. Lardizabalaceae
familia 6. Menispermaceae
familia 7. Coriariaceae
familia 8. Sabiaceae
ordinul 8. Papaverales
familia 1. Papaveraceae
familia 2. Fumariaceae
subclasa II. Hamamelidae [sic]
ordinul 1. Trochodendrales
familia 1. Tetracentraceae
familia 2. Trochodendraceae
ordinul 2. Hamamelidales
familia 1. Cercidiphyllaceae
familia 2. Eupteliaceae
familia 3. Platanaceae
familia 4. Hamamelidaceae
familia 5. Myrothamnaceae
ordinul 3. Daphniphyllales
familia 1. Daphniphyllaceae
ordinul 4. Didymelales
familia 1. Didymelaceae
ordinul 5. Eucommiales
familia 1. Eucommiaceae
ordinul 6. Urticales
familia 1. Barbeyaceae
familia 2. Ulmaceae
familia 3. Cannabaceae
familia 4. Moraceae
familia 5. Cecropiaceae
familia 6. Urticaceae
ordinul 7. Leitneriales
familia 1. Leitneriaceae
ordinul 8. Juglandales
familia 1. Rhoipteleaceae
familia 2. Juglandaceae
ordinul 9. Myricales
familia 1. Myricaceae
ordinul 10. Fagales
familia 1. Balanopaceae
familia 2. Fagaceae
familia 3. Betulaceae
ordinul 11. Casuarinales
familia 1. Casuarinaceae
subclasa III. Caryophyllidae
ordinul 1. Caryophyllales
familia 1. Phytolaccaceae
familia 2. Achatocarpaceae
familia 3. Nyctaginaceae
familia 4. Aizoaceae
familia 5. Didiereaceae
familia 6. Cactaceae
familia 7. Chenopodiaceae
familia 8. Amaranthaceae
familia 9. Portulacaceae
familia 10. Basellaceae
familia 11. Molluginaceae
familia 12. Caryophyllaceae
ordinul 2. Polygonales
familia 1. Polygonaceae
ordrinul 3. Plumbaginales
familia 1. Plumbaginaceae
subclasa IV. Dilleniidae
ordinul 1. Dilleniales
familia 1. Dilleniaceae
familia 2. Paeoniaceae
ordinul 2. Theales
familia 1. Ochnaceae
familia 2. Sphaerosepalaceae
familia 3. Sarcolaenaceae
familia 4. Dipterocarpaceae
familia 5. Caryocaraceae
familia 6. Theaceae
familia 7. Actinidiaceae
familia 8. Theaceae
familia 9. Scytopetalaceae
familia 10. Tetrameristaceae
familia 11. Pellicieraceae
familia 12. Oncothecaceae
familia 13. Marcgraviaceae
familia 14. Quiinaceae
familia 15. Elatinaceae
familia 16. Paracryphiaceae
familia 17. Medusagynaceae
familia 18. Clusiaceae
ordinul 3. Malvales
familia 1. Elaeocarpaceae
familia 2. Tiliaceae
familia 3. Sterculiaceae
familia 4. Bombacaceae
familia 5. Malvaceae
ordinul 4. Lecythidales
familia 1. Lecythidaceae
ordinul 5. Nepenthales
familia 1. Sarraceniaceae
familia 2. Nepenthaceae
familia 3. Droseraceae
ordinul 6. Violales
familia 1. Flacourtiaceae
familia 2. Peridiscaceae
familia 3. Bixaceae
familia 4. Cistaceae
familia 5. Huaceae
familia 6. Lacistemataceae
familia 7. Scyphostegiaceae
familia 8. Stachyuraceae
familia 9. Violaceae
familia 10. Tamaricaceae
familia 11. Frankeniaceae
familia 12. Dioncophyllaceae
familia 13. Ancistrocladaceae
familia 14. Turneraceae
familia 15. Malesherbiaceae
familia 16. Passifloraceae
familia 17. Achariaceae
familia 18. Caricaceae
familia 19. Fouquieriaceae
familia 20. Hoplestigmataceae
familia 21. Cucurbitaceae
familia 22. Datiscaceae
familia 23. Begoniaceae
familia 24. Loasaceae
ordinul 7. Salicales
familia 1. Salicaceae
ordinul 8. Capparales
familia 1. Tovariaceae
familia 2. Capparaceae
familia 3. Brassicaceae
familia 4. Moringaceae
familia 5. Resedaceae
ordinul 9. Batales
familia 1. Gyrostemonaceae
familia 2. Bataceae
ordinul 10. Ericales
familia 1. Cyrillaceae
familia 2. Clethraceae
familia 3. Grubbiaceae
familia 4. Empetraceae
familia 5. Epacridaceae
familia 6. Ericaceae
familia 7. Pyrolaceae
familia 8. Monotropaceae
ordinul 11. Diapensiales
familia 1. Diapensiaceae
ordinul 12. Ebenales
familia 1. Sapotaceae
familia 2. Ebenaceae
familia 3. Styracaceae
familia 4. Lissocarpaceae
familia 5. Symplocaceae
ordinul 13. Primulales
familia 1. Theophrastaceae
familia 2. Myrsinaceae
familia 3. Primulaceae
subclasa V. Rosidae
ordinul 1. Rosales
familia 1. Brunelliaceae
familia 2. Connaraceae
familia 3. Eucryphiaceae
familia 4. Cunoniaceae
familia 5. Davidsoniaceae
familia 6. Dialypetalanthaceae
familia 7. Pittosporaceae
familia 8. Byblidaceae
familia 9. Hydrangeaceae
familia 10. Columelliaceae
familia 11. Grossulariaceae
familia 12. Greyiaceae
familia 13. Bruniaceae
familia 14. Anisophylleaceae
familia 15. Alseuosmiaceae
familia 16. Crassulaceae
familia 17. Cephalotaceae
familia 18. Saxifragaceae
familia 19. Rosaceae
familia 20. Neuradaceae
familia 21. Crossosomataceae
familia 22. Chrysobalanaceae
familia 23. Surianaceae
familia 24. Rhabdodendraceae
ordinul 2. Fabales
familia 1. Mimosaceae
familia 2. Caesalpiniaceae
familia 3. Fabaceae
ordinul 3. Proteales
familia 1. Elaeagnaceae
familia 2. Proteaceae
ordinul 4. Podostemales
familia 1. Podostemaceae
ordinul 5. Haloragales
familia 1. Haloragaceae
familia 2. Gunneraceae
ordinul 6. Myrtales
familia 1. Sonneratiaceae
familia 2. Lythraceae
familia 3. Penaeaceae
familia 4. Crypteroniaceae
familia 5. Thymelaeaceae
familia 6. Trapaceae
familia 7. Myrtaceae
familia 8. Punicaceae
familia 9. Onagraceae
familia 10. Oliniaceae
familia 11. Melastomataceae
familia 12. Combretaceae
ordinul 7. Rhizophorales
familia 1. Rhizophoraceae
ordinul 8. Cornales
familia 1. Alangiaceae
familia 2. Nyssaceae
familia 1. Cornaceae
familia 2. Garryaceae
ordinul 9. Santalales
familia 1. Medusandraceae
familia 2. Dipentodontaceae
familia 3. Olacaceae
familia 4. Opiliaceae
familia 5. Santalaceae
familia 6. Misodendraceae
familia 7. Loranthaceae
familia 8. Viscaceae
familia 9. Eremolepidaceae
familia 10. Balanophoraceae
ordinul 10. Rafflesiales
familia 1. Hydnoraceae
familia 2. Mitrastemonaceae
familia 3. Rafflesiaceae
ordinul 11. Celastrales
familia 1. Geissolomataceae
familia 2. Celastraceae
familia 3. Hippocrateaceae
familia 4. Stackhousiaceae
familia 5. Salvadoraceae
familia 6. Aquifoliaceae
familia 7. Icacinaceae
familia 8. Aextoxicaceae
familia 9. Cardiopteridaceae
familia 10. Corynocarpaceae
familia 11. Dichapetalaceae
ordinul 12. Euphorbiales
familia 1. Buxaceae
familia 2. Simmondsiaceae
familia 3. Pandaceae
familia 4. Euphorbiaceae
ordinul 13. Rhamnales
familia 1. Rhamnaceae
familia 2. Leeaceae
familia 3. Vitaceae
ordinul 14. Linales
familia 1. Erythroxylaceae
familia 2. Humiriaceae
familia 3. Ixonanthaceae
familia 4. Hugoniaceae
familia 5. Linaceae
ordinul 15. Polygalales
familia 1. Malpighiaceae
familia 2. Vochysiaceae
familia 3. Trigoniaceae
familia 4. Tremandraceae
familia 5. Polygalaceae
familia 6. Xanthophyllaceae
familia 7. Krameriaceae
ordinul 16. Sapindales
familia 1. Staphyleaceae
familia 2. Melianthaceae
familia 3. Bretschneideraceae
familia 4. Akaniaceae
familia 5. Sapindaceae
familia 6. Hippocastanaceae
familia 7. Aceraceae
familia 8. Burseraceae
familia 9. Anacardiaceae
familia 10. Julianiaceae
familia 11. Simaroubaceae
familia 12. Cneoraceae
familia 13. Meliaceae
familia 14. Rutaceae
familia 15. Zygophyllaceae
ordinul 17. Geraniales
familia 1. Oxalidaceae
familia 2. Geraniaceae
familia 3. Limnanthaceae
familia 4. Tropaeolaceae
familia 5. Balsaminaceae
ordinul 18. Apiales
familia 1. Araliaceae
familia 2. Apiaceae
subclasa VI. Asteridae
ordinul 1. Gentianales
familia 1. Loganiaceae
familia 2. Retziaceae
familia 3. Gentianaceae
familia 4. Saccifoliaceae
familia 5. Apocynaceae
familia 6. Asclepiadaceae
ordinul 2. Solanales
familia 1. Duckeodendraceae
familia 2. Nolanaceae
familia 3. Solanaceae
familia 4. Convolvulaceae
familia 5. Cuscutaceae
familia 6. Menyanthaceae
familia 7. Polemoniaceae
familia 8. Hydrophyllaceae
ordinul 3. Lamiales
familia 1. Lennoaceae
familia 2. Boraginaceae
familia 3. Verbenaceae
familia 4. Lamiaceae
ordinul 4. Callitrichales
familia 1. Hippuridaceae
familia 2. Callitrichaceae
familia 3. Hydrostachyaceae
ordinul 5. Plantaginales
familia 1. Plantaginaceae
ordinul 6. Scrophulariales
familia 1. Buddlejaceae
familia 2. Oleaceae
familia 3. Scrophulariaceae
familia 4. Globulariaceae
familia 5. Myoporaceae
familia 6. Orobanchaceae
familia 7. Gesneriaceae
familia 8. Acanthaceae
familia 9. Pedaliaceae
familia 10. Bignoniaceae
familia 11. Mendonciaceae
familia 12. Lentibulariaceae
ordinul 7. Campanulales
familia 1. Pentaphragmataceae
familia 2. Sphenocleaceae
familia 3. Campanulaceae
familia 4. Stylidiaceae
familia 5. Donatiaceae
familia 6. Brunoniaceae
familia 7. Goodeniaceae
ordinul 8. Rubiales
familia 1. Rubiaceae
familia 2. Theligonaceae
ordinul 9. Dipsacales
familia 1. Caprifoliaceae
familia 2. Adoxaceae
familia 3. Valerianaceae
familia 4. Dipsacaceae
ordinul 10. Calycerales
familia 1. Calyceraceae
ordinul 11. Asterales
familia 1. Asteraceae
clasa Liliopsida (= Monocotyledonatae) 
subclasa I. Alismatidae
ordinul 1. Alismatales
familia 1. Butomaceae
familia 2. Limnocharitaceae
familia 3. Alismataceae
ordinul 2. Hydrocharitales
familia 1. Hydrocharitaceae
ordinul 3. Najadales
familia 1. Aponogetonaceae
familia 2. Scheuchzeriaceae
familia 3. Juncaginaceae
familia 4. Potamogetonaceae
familia 5. Ruppiaceae
familia 6. Najadaceae
familia 7. Zannichelliaceae
familia 8. Posidoniaceae
familia 9. Cymodoceaceae
familia 10. Zosteraceae
ordinul 4. Triuridales
familia 1. Petrosaviaceae
familia 2. Triuridaceae
subclasa II. Arecidae
ordinul 1. Arecales
familia 1. Arecaceae
ordinul 2. Cyclanthales
familia 1. Cyclanthaceae
ordinul 3. Pandanales
familia 1. Pandanaceae
ordinul 4. Arales
familia 1. Araceae
familia 2. Lemnaceae
subclasa III. Commelinidae
ordinul 1. Commelinales
familia 1. Rapateaceae
familia 2. Xyridaceae
familia 3. Mayacaceae
familia 4. Commelinaceae
ordinul 2. Eriocaulales
familia 1. Eriocaulaceae
ordinul 3. Restionales
familia 1. Flagellariaceae
familia 2. Joinvilleaceae
familia 3. Restionaceae
familia 4. Centrolepidaceae
ordinul 4. Juncales
familia 1. Juncaceae
familia 2. Thurniaceae
ordinul 5. Cyperales
familia 1. Cyperaceae
familia 2. Poaceae
ordinul 6. Hydatellales
familia 1. Hydatellaceae
ordinul 7. Typhales
familia 1. Sparganiaceae
familia 2. Typhaceae
subclasa IV. Zingiberidae
ordinul 1. Bromeliales
familia 1. Bromeliaceae
ordinul 2. Zingiberales
familia 1. Strelitziaceae
familia 2. Heliconiaceae
familia 3. Musaceae
familia 4. Lowiaceae
familia 5. Zingiberaceae
familia 6. Costaceae
familia 7. Cannaceae
familia 8. Marantaceae
subclasa V. Liliidae
ordinul 1. Liliales
familia 1. Philydraceae
familia 2. Pontederiaceae
familia 3. Haemodoraceae
familia 4. Cyanastraceae
familia 5. Liliaceae
familia 6. Iridaceae
familia 7. Velloziaceae
familia 8. Aloeaceae
familia 9. Agavaceae
familia 10. Xanthorrhoeaceae
familia 11. Hanguanaceae
familia 12. Taccaceae
familia 13. Stemonaceae
familia 14. Smilacaceae
familia 15. Dioscoreaceae
ordinul 2. Orchidales
familia 1. Geosiridaceae
familia 2. Burmanniaceae
familia 3. Corsiaceae
familia 4. Orchidaceae